# Philosepedon austriacus
Philosepedon austriacus är en tvåvingeart som beskrevs av Vaillant 1974. Philosepedon austriacus ingår i släktet Philosepedon och familjen fjärilsmyggor. Inga underarter finns listade i Catalogue of Life.